# Melanocamenta rufina
Melanocamenta rufina är en skalbaggsart som beskrevs av Brenske 1903. Melanocamenta rufina ingår i släktet Melanocamenta och familjen Melolonthidae. Inga underarter finns listade i Catalogue of Life.